# Кущовик острівний
Кущовик острівний (Acanthornis magna) — вид горобцеподібних птахів родини шиподзьобових (Acanthizidae). Ендемік Австралії, мешкає на Тасманії та на острові Кінг. 

## Таксономія
Кущовик острівний є єдиним представником монотипового роду Острівний кущовик (Acanthornis). Ґрунтовне генетичне дослідження 2017 року показало, що предки острівного кущовика відокремилися від білолобиків (Aphelocephala) приблизно 7 млн років тому. Клада, що об'єднує трьох представників роду Білолобик і острівного кущовика відокремилася від решти шиподзьобових близько 13 млн років тому.

### Підвиди
Виділяють два підвиди:
- A. m. magna (Gould, 1855) (Тасманія);
- A. m. greeniana Schodde & Mason, IJ, 1999 (острів Кінг).

## Опис
Довжина птаха становить 11-12 см, вага 10 г. Горло і живіт білі, спина оливково-коричнева, крила і хвіст здебільшого чорні, обличчя сіре. Очі сірі, дзьоб короткий, чорний, злегка вигнутий. Виду не притаманний статевий диморфізм.

## Поширення і екологія
Острівний кущовик мешкає на Тасманії та на острові Кінг, що в Бассовій протоці. Живе в лісах з південних буків і евкаліптів. Живе поодинці, парами або невеликими зграями в підліску.

## Поведінка
Харчується птах невеликими безхребетними, здебільшого комахами і їх яйцями. Часто утворює змішані зграї. Це територіальний і моногамний птах. Сезон розмноження триває з вересня по січень. Гніздо являє собою плетену кулю з бічним входом, прикрашену пір'їнками і шерстю, замасковану і закріплену на висоті 1-3 м над землею. В кладці зазвичай 3 яйця розміром 18×15 мм, білого кольору з червонуватими плямками. І самець, і самиця беруть участь у вихованні пташенят. Цей вид є жертвою гніздового паразитизму з боку віялохвостих кукавок і смугастощоких дідриків, а кволи поїдають яйця і пташенят.

## Збереження
Хоч вид і має обмежений ареал, проте МСОП вважає його таким, що не потребує особливих заходів зі збереження. Однак підвид A. m. greeniana знаходиться під загрозою знищення. Це полохливий птах і рідко спостерігається людьми.